# Andreas Højsleth
Andreas „Xyp9x“ Højsleth (* 11. September 1995 in Aars) ist ein dänischer E-Sportler in der Disziplin Counter-Strike: Global Offensive.

## Karriere
Højsleth begann seine Karriere im Jahr 2012, wo er zunächst für verschiedene Teams in der Disziplin Counter-Strike 1.6 spielte. Im Oktober wechselte er zur Disziplin Counter-Strike: Global Offensive.

### Fnatic
Nach zwei kleineren Stationen wechselte er im Januar 2013 zum Team Fnatic. Mit Fnatic erzielte er den zweiten Platz bei der Mad Catz Invitational: Birmingham und der ESL Major Series One - Spring 2013. Außerdem erreichte er das Halbfinale bei der ESL Major Series One - Summer 2013. 

### Copenhagen Wolves
Im Juli wechselte er zur dänischen Organisation Copenhagen Wolves. Mit seinem neuen Team erreichte er den 3.–4. Rang bei der Mad Catz Invitational: Cologne. Überdies spielte er mit der DreamHack Winter 2013 sein erstes Major-Turnier, welches er auf dem 5.–8. Platz beendete. Anschließend verließ er die Organisation, nachdem sein Vertrag nicht verlängert wurde. In diesem Jahr wurde er als 20. erstmals in die Liste der zwanzig besten Spieler von HLTV gewählt.

### Dignitas
Nachdem er mit seinem vorherigen Team kurzzeitig unter dem Namen über G33KZ ohne festen Clan gespielt hatte, wurde er im Februar 2014 von Dignitas verpflichtet. In diesem Jahr gewann er die Fragbite Masters Season 2. Zudem erreichte er in den Major-Turnieren EMS One Katowice 2014 und ESL One: Cologne 2014 das Halbfinale. Zudem erzielte er den 5.–8. Rang in der DreamHack Winter 2014.

### Team SoloMid
Im Januar 2015 erreichte er den dritten Rang in der MLG X Games Aspen Invitational, welches das letzte Turnier für ihn bei Team Dignitas war. Anschließend wechselte er zur US-amerikanischen Organisation Team SoloMid. Mit seinem neuen Team gewann er 2015 unter anderem die PGL CS:GO Championship Series Kick-off Season, die FACEIT League 2015 Stage I Finals, die Fragbite Masters Season 4, die FACEIT 2015 Stage 2 Finals und die PGL CS:GO Championship Series Season 1: Finals. Außerdem erreichte er das Finale  bei den Copenhagen Games 2015, der Intel Extreme Masters Season X - Gamescom und der ESL ESEA Pro League Invitational. Im Major ESL One: Cologne 2015 erreichte Højsleth das Halbfinale, während er in der ESL One: Katowice 2015 und der DreamHack Open Cluj⁠-⁠Napoca 2015 das Viertelfinale erreichen konnte. Im Dezember verließ er mit seinem Teamkollegen die Organisation, wobei das Team unter den Namen Team Questionmark ohne Organisation zusammenblieb.

### Astralis
Nach einigen Turnieren und einem Halbfinaleinzug bei der ESL ESEA Pro League Season 2, gründete er im Januar 2016 mit seinem Teamkollegen und einigen Investoren das E-Sport Team Astralis, für welches er und seine vorherigen Mitspieler ab sofort spielten. In diesem Jahr gewann er die Esports Championship Series Season 2. Überdies erzielte er den zweiten Rang bei der Counter Pit League Season 2 und der Eleague Season 2. In der MLG Major Championship: Columbus 2016 konnte Højsleth erneut das Halbfinale erreichen, während er die ESL One: Cologne 2016 auf dem 5.–8. Platz beendete.

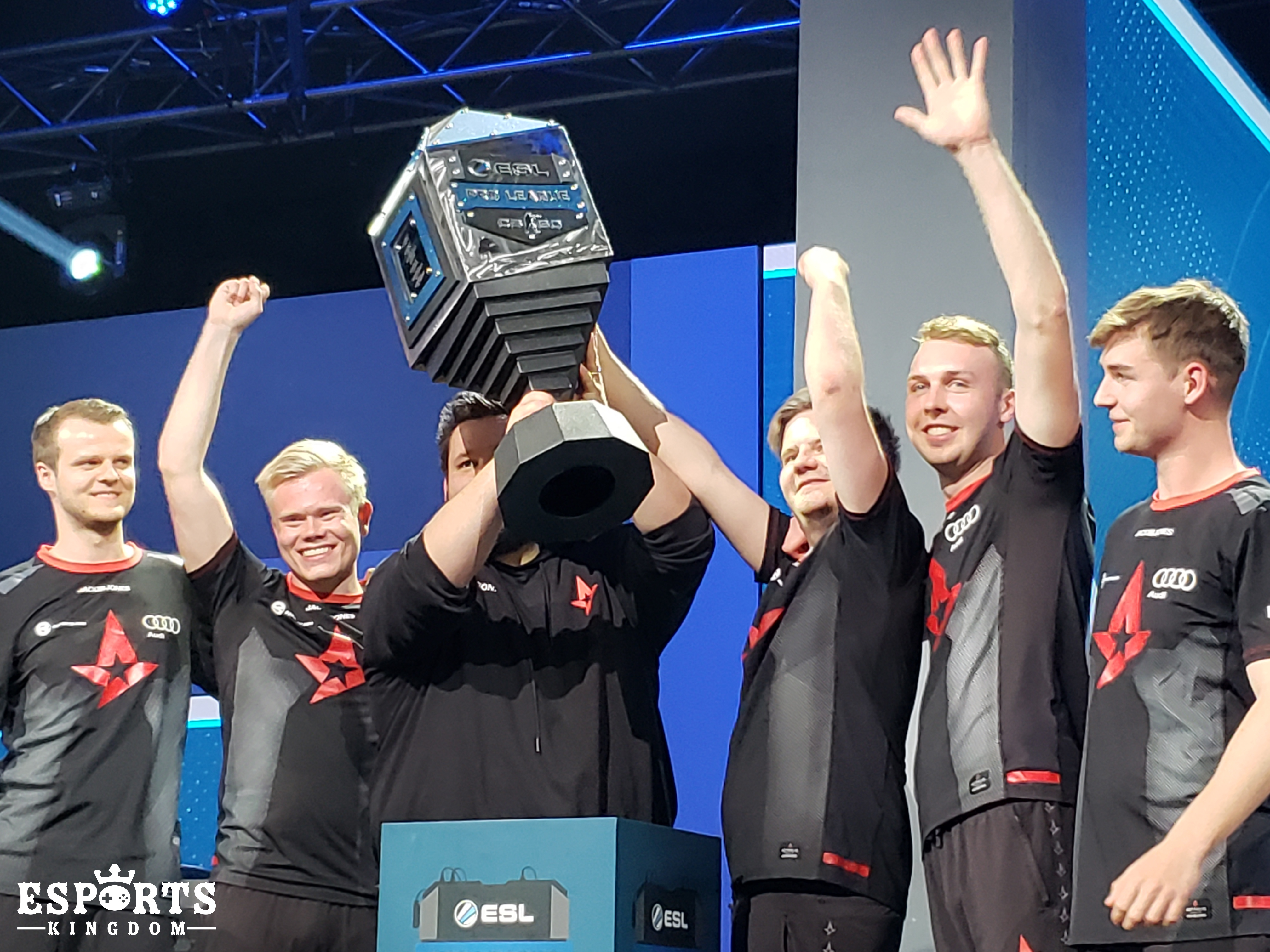
Andreas Højsleth nach dem Sieg bei der ESL Pro League Season 7 (links im Bild)

Im Januar 2017 gewann er nach einem 2:1-Sieg gegen Virtus.pro mit dem Eleague Major: Atlanta 2017 sein erstes Major-Turnier. Im zweiten Major des Jahres, dem PGL Major Kraków 2017, erzielt er den 3.–4. Rang. Zudem siegte er bei der IEM Katowice 2017 und er erreichte das Finale in der StarLadder i-League StarSeries Season 3, dem Eleague CS:GO Premier 2017 und der Blast Pro Series: Copenhagen 2017. Nach zuletzt 2013 wurde er in diesem Jahr als 13. wieder in die Liste der zwanzig besten Spieler des Jahres von HLTV gewählt. Ebenfalls erhielt er von HLTV für seine Einzelleistungen bei der IEM Katowice 2017 seine erste MVP-Auszeichnung.
Das Jahr 2018 begann für Højsleth mit einem 12.–14. Platz im Eleague Major: Boston 2018. Auf dieses Ergebnis folgten viele internationale Erfolge durch Siege bei der DreamHack Masters Marseille 2018, in der ESL Pro League Season 7, in der Esports Championship Series Season 5 und im Eleague CS:GO Premier 2018. Anschließend gewann er das zweite Major des Jahres, das FACEIT Major: London 2018, mit einem 2:0-Sieg gegen Natus Vincere. Im gleichen Jahr folgten zudem weitere Titel in der Blast Pro Series: Istanbul 2018, im Intel Extreme Masters XIII - Chicago, in der Esports Championship Series Season 6, in der ESL Pro League Season 8 und in der Blast Pro Series: Lisbon 2018. Die vielen Turniererfolge sicherten dem Team den Erfolg des ersten Intel Grand Slams. Neben den zahlreichen Erfolgen des Teams wurde Højsleth erneut als dreizehntbester des Jahres gewählt.
2019 gewann er mit einem 2:0-Sieg gegen Ence im IEM Major: Katowice 2019 und einem 2:0-Sieg gegen Avangar im StarLadder Berlin Major 2019 seinen dritten und vierten Major-Titel. Zudem siegte er bei der Blast Pro Series: São Paulo 2019, der Intel Extreme Masters XIV - Beijing, der Esports Championship Series Season 8 und im Blast Pro Series: Global Final 2019. Überdies erreichte er den zweiten Rang bei der iBUYPOWER Masters IV, der Blast Pro Series: Madrid 2019 und der ESL One: New York 2019. Wie auch die Jahres zuvor wurde Højsleth in die Liste der zwanzig besten Spieler gewählt.
Zu Beginn des Jahres 2020 gewann er die ESL One: Road to Rio - Europe, welches eines der Qualifikationsturniere für das geplante und später ausgefallene Major ESL One Rio 2020 war. Zudem erreichte er das Halbfinale bei der IEM Katowice 2020 und den dritten Rang in der ESL Pro League Season 11: Europe. Im Mai 2020 wurde er nach knapp vier Jahren erstmals auf die Bank gesetzt, um eine Auszeit als aktiver Spieler zu nehmen. Nachdem er im Oktober wieder zurück in die aktive Startaufstellung kam siegte er bei der DreamHack Masters Winter 2020: Europe und der Intel Extreme Masters XV - Global Challenge. Zudem erreichte er das Finale im Blast Premier: Fall 2020.
2021 erzielte er den zweiten Platz im Blast Premier: Global Final 2020. Zudem erreichte er den dritten Rang im Blast Premier: Fall Finals 2021 und das Halbfinale bei der IEM Cologne 2021. Im PGL Major Stockholm 2021 erreichte er den 12.–14. Platz.
2022 schied Højsleth im PGL Major Antwerp 2022 mit dem 17.–19. Platz erstmals in der Gruppenphase eines Major-Turniers aus. Folgend erreichte er den zweiten Platz in der Pinnacle Cup Championship sowie das Halbfinale im Roobet Cup, der IEM Cologne 2022 und der Elisa Masters Espoo 2022. Nachdem er die Qualifikation für das zweite Major des Jahres 2022 sowie die Qualifikation für das letzte Major in Counter-Strike: Global Offensive verpasst hatte, wurde er im April 2023 in das Jugendteam von Astralis transferiert. Nach einigen Turnieren wurde er bei Astralis Talent auf die Bank gesetzt. Im März 2024 verließ er das Team Astralis endgültig.

### Trainerkarriere
Im März 2024 wechselte er als Assistenztrainer zur deutschen E-Sport-Organisation Mouz.

## Erfolge
Die folgende Tabelle zeigt die wichtigsten Erfolge von Højsleth. Da Counter-Strike in Fünferteams gespielt wird, entsprechen die dargestellten Preisgelder einem Fünftel des gewonnenen Gesamtpreisgeldes des jeweiligen Teams.
| Jahr | Platz   | Turnier                                                           | Team          | Preisgeld   |
| ---- | ------- | ----------------------------------------------------------------- | ------------- | ----------- |
| 2014 | 3. – 4. | EMS One Katowice 2014                                             | Team Dignitas | 04.400 $    |
| 2014 | 1.      | Fragbite Masters Season 2                                         | Team Dignitas | 012.000 SEK |
| 2014 | 3. – 4. | ESL One Cologne 2014                                              | Team Dignitas | 04.400 $    |
| 2015 | 1.      | CCS PGL CS:GO Championship Series Kick-off Season Finals Season 1 | Team SoloMid  | 08.000 $    |
| 2015 | 1.      | Faceit League 2015 Stage 1                                        | Team SoloMid  | 06.800 $    |
| 2015 | 1.      | Fragbite Masters Season 4                                         | Team SoloMid  | 045.000 SEK |
| 2015 | 3. – 4. | ESL One Cologne 2015                                              | Team SoloMid  | 04.400 $    |
| 2015 | 2.      | ESL ESEA Pro League Dubai Invitational 2015                       | Team SoloMid  | 012.000 $   |
| 2016 | 3. – 4. | DreamHack Leipzig 2016                                            | Astralis      | 02.000 $    |
| 2016 | 3. – 4. | MLG Major Championship: Columbus 2016                             | Astralis      | 014.000 $   |
| 2016 | 3. – 4. | ESL Intel Extreme Masters XI – Oakland                            | Astralis      | 05.800 $    |
| 2016 | 2.      | Eleague Season 2                                                  | Astralis      | 028.000 $   |
| 2016 | 1.      | Esports Championship Series Season 2 – Finals                     | Astralis      | 050.000 $   |
| 2017 | 1.      | Eleague Major: Atlanta 2017                                       | Astralis      | 0100.000 $  |
| 2017 | 3. – 4. | DreamHack Masters Las Vegas 2017                                  | Astralis      | 05.000 $    |
| 2017 | 1.      | Intel Extreme Masters XI – World Championship                     | Astralis      | 020.800 $   |
| 2017 | 2.      | Star Ladder i-League StarSeries Season 3                          | Astralis      | 010.000 $   |
| 2017 | 3. – 4. | Intel Extreme Masters XII – Sydney                                | Astralis      | 04.000 $    |
| 2017 | 3. – 4. | PGL Major: Kraków 2017                                            | Astralis      | 014.000 $   |
| 2017 | 2.      | Blast Pro Series: Copenhagen 2017                                 | Astralis      | 010.000 $   |
| 2018 | 1.      | DreamHack Masters Marseille 2018                                  | Astralis      | 020.000 $   |
| 2018 | 2.      | Intel Extreme Masters XIII - Sydney                               | Astralis      | 08.400 $    |
| 2018 | 1.      | ESL Pro League Season 7 - Finals                                  | Astralis      | 050.000 $   |
| 2018 | 1.      | Esports Championship Series Season 5 - Finals                     | Astralis      | 050.000 $   |
| 2018 | 1.      | Eleague CS:GO Premier 2018                                        | Astralis      | 0100.000 $  |
| 2018 | 2.      | DreamHack Masters DreamHack Masters Stockholm 2018                | Astralis      | 010.000 $   |
| 2018 | 1.      | Faceit Major: London 2018                                         | Astralis      | 0100.000 $  |
| 2018 | 1.      | Blast Pro Series: Istanbul 2018                                   | Astralis      | 025.000 $   |
| 2018 | 1.      | Intel Extreme Masters XIII - Chicago                              | Astralis      | 020.000 $   |
| 2018 | 1.      | Esports Championship Series Season 6 - Finals                     | Astralis      | 050.000 $   |
| 2018 | 1.      | ESL Pro League Season 8 - Finals                                  | Astralis      | 050.000 $   |
| 2018 | 1.      | Blast Pro Series: Lisbon 2018                                     | Astralis      | 025.000 $   |
| 2019 | 1.      | IEM Major: Katowice 2019                                          | Astralis      | 0100.000 $  |
| 2019 | 1.      | Blast Pro Series: São Paulo 2019                                  | Astralis      | 025.000 $   |
| 2019 | 1.      | StarLadder Major: Berlin 2019                                     | Astralis      | 0100.000 $  |
| 2019 | 2.      | ESL One: New York 2019                                            | Astralis      | 08.000 $    |
| 2019 | 1.      | Intel Extreme Masters XIV - Beijing                               | Astralis      | 025.000 $   |
| 2019 | 1.      | Esports Championship Series Season 8 - Finals                     | Astralis      | 045.000 $   |
| 2019 | 1.      | Blast Pro Series: Global Final 2019                               | Astralis      | 070.000 $   |
| 2020 | 3.      | ESL Pro League Season 11: Europe                                  | Astralis      | 010.600 $   |
| 2020 | 1.      | ESL One ESL One: Road to Rio - Europe                             | Astralis      | 06.600 $    |
| 2020 | 1.      | Blast Premier: Fall 2020                                          | Astralis      | 017.000 $   |
| 2020 | 1.      | Intel Extreme Masters XV - Global Challenge                       | Astralis      | 040.000 $   |
| 2021 | 3. – 4. | IEM Cologne 2021                                                  | Astralis      | 016.000 $   |
| 2022 | 2.      | Pinnacle Cup Championship                                         | Astralis      | 010.000 $   |
| 2022 | 3. – 4. | Roobet Cup                                                        | Astralis      | 03.000 $    |
| 2022 | 3. – 4. | IEM Cologne 2022                                                  | Astralis      | 016.000 $   |
| 2022 | 3. – 4. | Elisa Masters Espoo 2022                                          | Astralis      | 02.800 $    |

## Auszeichnungen
- 2013: Platz 20 der HLTV.org Bestenliste[3]
- 2017: Platz 13 der HLTV.org Bestenliste[7]
- 2018: Platz 13 der HLTV.org Bestenliste[9]
- 2019: Platz 14 der HLTV.org Bestenliste[10]

## Trivia
- Højsleth spielte mit Peter Rasmussen und Nicolai Reedtz über sieben Jahre zusammen, womit er eines der längsten Trios in Counter-Strike: Global Offensive bildete[15]
- Højsleth ist einer von vier Spielern, welche vier Major-Turniere gewinnen konnte[15]
- Mit einem gewonnenen Preisgeld von circa 2.000.000 $ ist Højsleth nach Preisgeld einer der erfolgreichsten E-Sportler weltweit[16]